# 布帕兰寺 (清迈)
布帕兰寺（發音：[wát bùp.pʰāː.rāːm]）是泰国清迈的一座佛教寺庙，由Mueang Kaeo国王于1497年建造。这座寺庙是迦维拉开始绕清迈举行仪式之地，以便在缅甸统治两个世纪后重新占领。大多数寺庙建筑的历史可以追溯到1800年代后期。布帕兰寺以其1958年重建的缅甸风格佛塔和建于1819年的柚木和玻璃镶嵌马赛克制成的兰纳风格戒堂而闻名。
寺院门口有一座唐老鸭吃面雕像，同时也是2012年电影《人再囧途之泰囧》的取景地之一。

## 图库

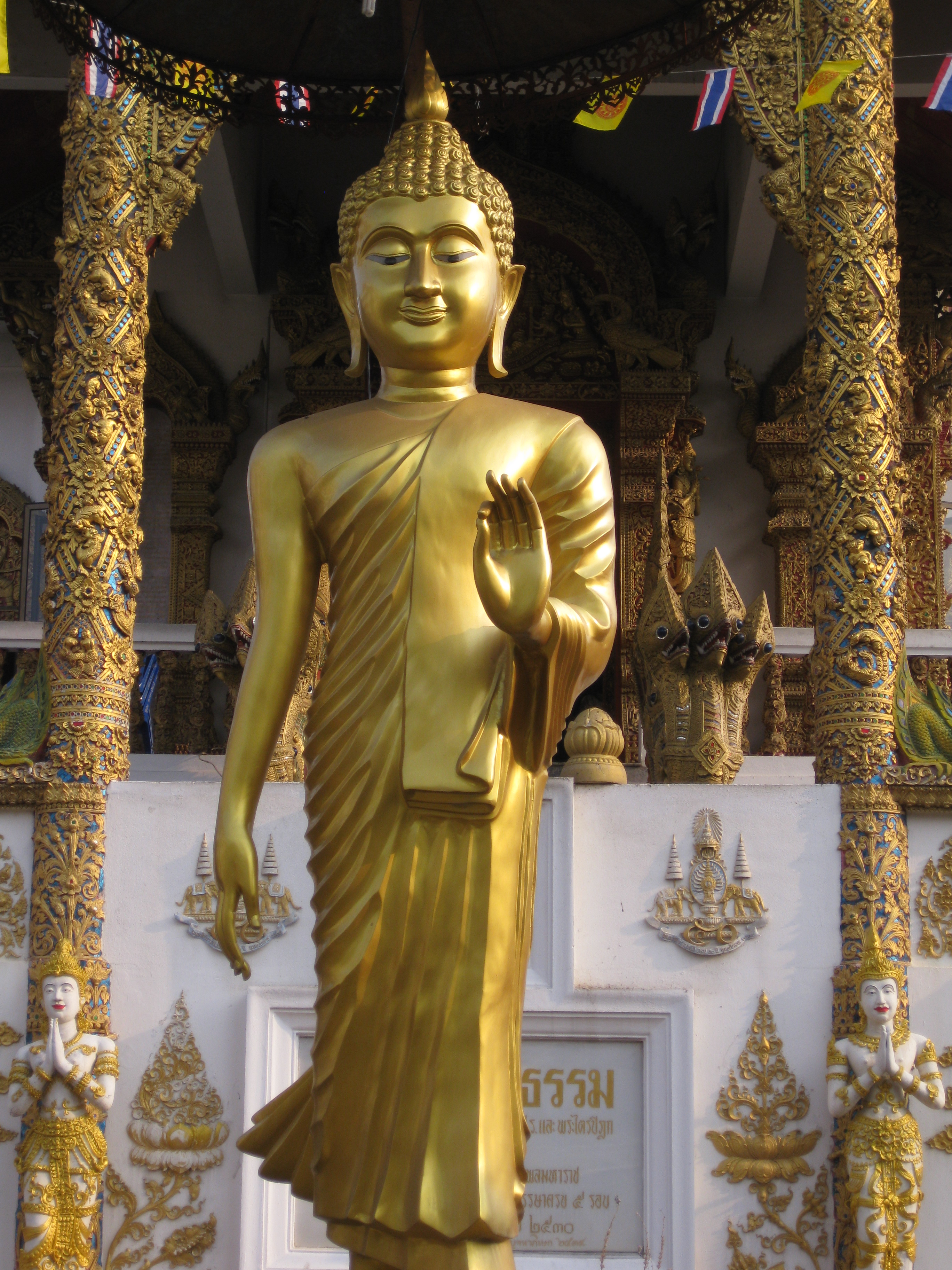
行走佛雕像
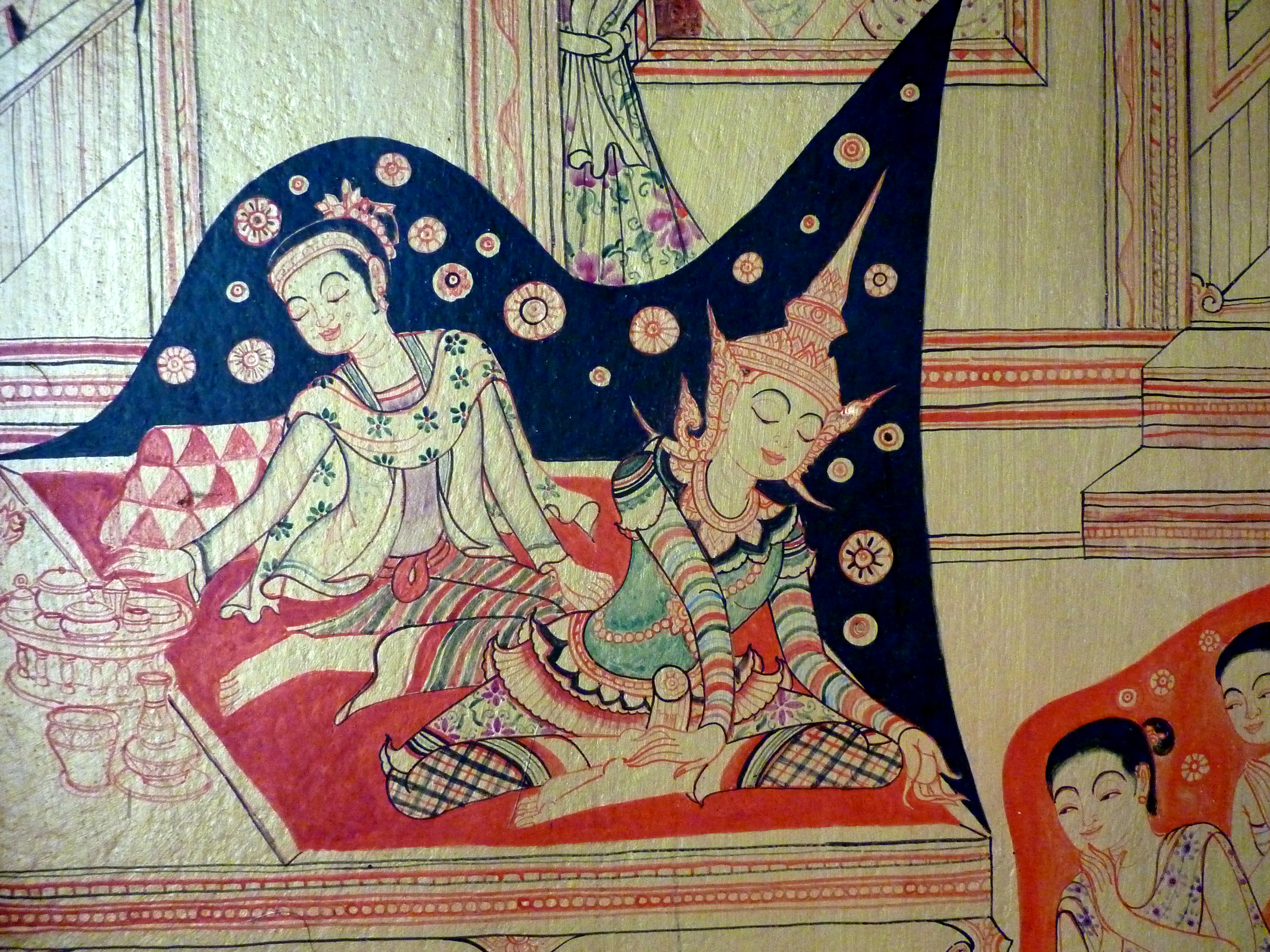
寺内的壁画
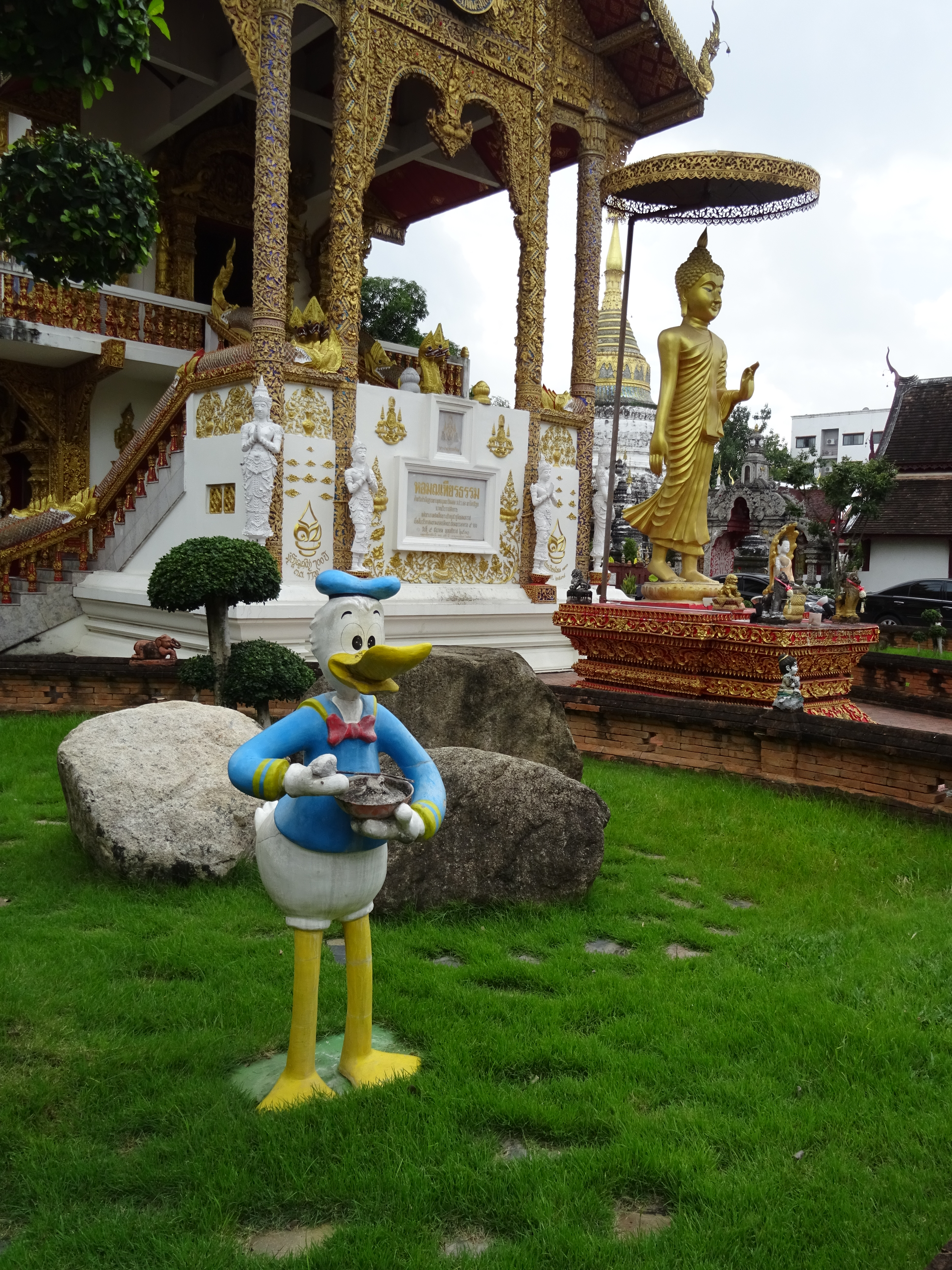
唐老鸭吃面雕像
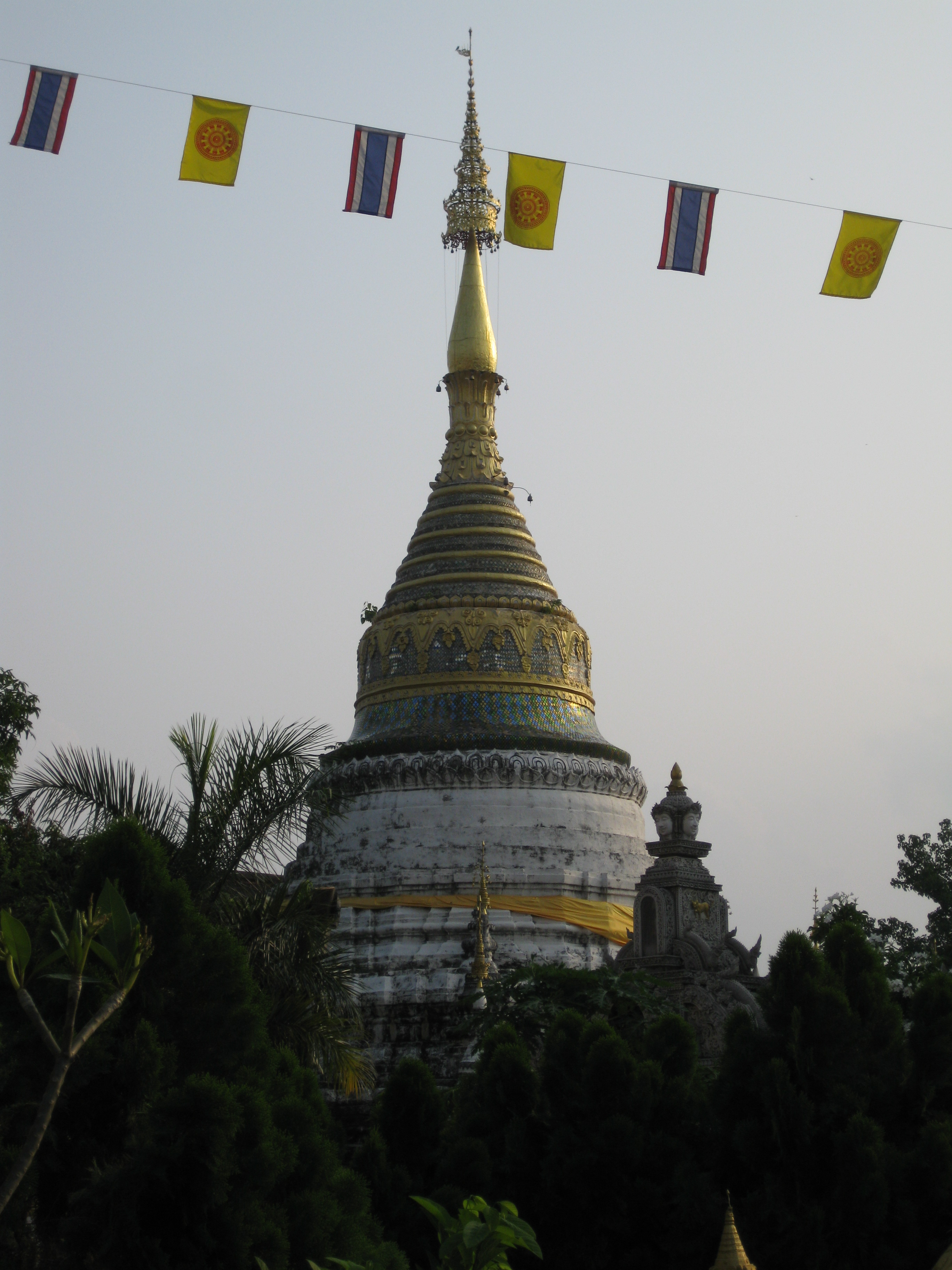
佛塔